# Сільський туризм
Сільський туризм — надання/отримання послуг туристичних атракцій, асоційованих з відпочинком, по використанню екосистемного потенціалу агропромислового комплексу та локальної інфраструктури певного регіону сільської місцевості України, або її характерної колоритної особливості (культурної, архітектурної, етнічної, господарської тощо). Розуміється як туризм, що базується в сільських будинках (дворах) або фермах, або загалом у сільській місцевості, але не включає відпочинок на особливих рекреаційних територіях - таких як національні парки, лісові зони і т. д. Простіше кажучи, це майже всі форми відпочинку, що можливі у сільській місцевості.
Поняття "сільський туризм" охоплює широкий спектр відпочинку у сільській місцевості (власне сільський туризм), а також орієнтований на перебування в агрооселях відпочинок (агротуризм). Часто у такому відпочинку підкреслюється екологічна спрямованість цього виду туризму.
Основні характеристики сільського туризму:
- сільський туризм охоплює широкий спектр заходів і досвіду в сільській місцевості, включаючи відвідування культурної спадщини, відпочинок на природі та екологічний туризм. Він спрямований на просування туризму в сільських регіонах загалом, підкреслюючи їх природну красу та культурні визначні пам’ятки;
- у сільському туризмі основні визначні пам’ятки можуть включати мальовничі ландшафти, історичні місця, сільські фестивалі та активний відпочинок на свіжому повітрі, такий як походи, риболовля або спостереження за дикою природою;
- сільський туризм може включати відвідування ферм або сільськогосподарських угідь як частину загального досвіду, він не обов’язково зосереджується виключно на сільськогосподарській діяльності;
- сільський туризм сприяє економічному розвитку сільських територій, залучаючи відвідувачів і одержуючи прибуток для місцевих підприємств, включаючи постачальників розміщення, ресторанів і туроператорів;
- сільський туризм у більшості країн розглядається як невід'ємна складова частина комплексного соціально-економічного розвитку села та як один із засобів вирішення багатьох сільських проблем;
- розвиток сільського зеленого туризму спонукає до покращення благоустрою сільських садиб, вулиць, в цілому сіл; стимулює розвиток соціальної інфраструктури.

## Класифікація
Існує три різновидності нинішнього сільського туризму в Україні:
- агротуризм - вид сільського зеленого туризму, як пізнавального, так і відпочинкового характеру, пов'язаний з використанням господарств населення, або сільськогосподарських підприємств і їх земель та інших ресурсів, які тимчасово не використовуються в аграрній сфері. Цей вид може не мати обмежень в навантаження на територію і регламентуванні видів розважального відпочинку.
- відпочинковий (відпочинок на селі). Базою його розвитку є капітальний житловий фонд у садибах господарів, у сільської громади та наявні природні, рекреаційні, історико-архітектурні, культурно-побутові й інші надбання тієї чи іншої місцевості.
- екотуризм - науково-пізнавальний вид сільського зеленого туризму, характерний для сільських місцевостей і сіл, розташованих у межах територій національних парків, заповідних зон, природних парків тощо, де передбачено відповідні обмеження щодо господарських навантажень на територію та регламентовано види розважального відпочинку

## Сільський туризм в Україні
Станом на 2025 рік поняття сільського туризму в Україні не є законодавче врегульованим.
Проєкт Закону України «Про сільський та сільський зелений туризм» станом на 2025 рік є останньою спробою врегулювати поняття сільського туризму в Україні. . Що правда станом на липень 2025 року терміни розгляду та прийняття цього чи іншого закону не є остаточно затвердженими.